# Risto Jussilainen
Risto Kalevi Jussilainen (né le 10 juin 1975 à Jyväskylä) est un sauteur à ski finlandais.

## Palmarès

### Jeux olympiques
| Épreuve / Édition | Salt Lake City 2002 | Turin 2006 |
| Grand Tremplin    | 18e                 | 35e        |
| Par équipes       | Argent              |            |

### Championnats du monde
| Épreuve / Édition | Épreuve / Édition | Falun 1993 | Ramsau 1999 | Lahti 2001 | Oberstdorf 2005 |
| Petit Tremplin    | Petit Tremplin    | 36e        | 35e         | 14e        | 11e             |
| Grand Tremplin    | Grand Tremplin    | 15e        |             | 12e        | 8e              |
| Par équipes       | PT                |            |             | Argent     | 4e              |
| Par équipes       | GT                | 6e         |             | Argent     | Argent          |

 * PT:Petit Tremplin; GT:Grand Tremplin

### Championnats du monde de vol à ski
| Épreuve / Édition | Vikersund 2000 | Harrachov 2002 |
| Individuel        | 11e            | 10e            |

### Coupe du monde
- 3e de la saison 2000/2001.
- 2 victoires en individuel.
- 7 victoires en équipes.

#### Saison par saison
| Année | Lieu                   |
| 2001  | Oberstdorf (Allemagne) |
| 2002  | Kuopio (Finlande)      |